# مارکوس فورس
مارکوس فورس (فنلاندی: Marcus Forss؛ زادهٔ ۱۸ ژوئن ۱۹۹۹) بازیکن فوتبال اهل فنلاند است.
از باشگاه‌هایی که در آن بازی کرده‌است می‌توان به باشگاه فوتبال وست برومویچ آلبیون اشاره کرد.
وی همچنین در تیم‌های ملی فوتبال زیر ۲۱ سال فنلاند و فنلاند بازی کرده‌است.